# Zakalinki
Zakalinki – wieś w Polsce położona w województwie lubelskim, w powiecie bialskim, w gminie Konstantynów.
W latach 1975–1998 wieś administracyjnie należała do województwa bialskopodlaskiego.
Wieś jest sołectwem w gminie Konstantynów. Według Narodowego Spisu Powszechnego z roku 2011 wieś liczyła 508 mieszkańców.
Wierni Kościoła rzymskokatolickiego należą do parafii św. Elżbiety Węgierskiej w Konstantynowie.

## Integralne części wsi
| SIMC    | Nazwa         | Rodzaj    |
| ------- | ------------- | --------- |
| 1021895 | Kowalszczyzna | część wsi |
| 1021910 | Ławki         | część wsi |
| 1021955 | Pod Lasem     | część wsi |
| 1021978 | Przydatki     | część wsi |
| 1022009 | Sielce        | część wsi |
| 1022038 | Wygon         | część wsi |

## Historia
Zakalinki w wieku XIX wieś i folwark w powiecie konstantynowskim, gminie Zakanale, od dóbr konstantynowskich oddzielona w roku 1877. 

W roku 1885 we wsi było 29 domów i 342 mieszkańców. Spis z 1827 roku wykazał 19 domów i 197 mieszkańców. W r. 1885 folwark posiadał  1490 mórg rozległości, natomiast we wsi Zakalinki  były 22 osady z gruntem 886 mórg.
We wsi znajduje się zabytkowa kapliczka wzniesiona w XIX w., z rokokową rzeźbą Jana Nepomucena z 1745.